# Mińsk Mazowiecki (gmina)
Pour les articles homonymes, voir Mińsk Mazowiecki (homonymie).
Mińsk Mazowiecki est une gmina rurale (gmina wiejska) de la powiat de Mińsk, dans la Voïvodie de Mazovie, dans le centre-est de la Pologne.
Son siège administratif (chef-lieu) est la ville de Mińsk Mazowiecki, bien qu'elle ne fasse pas partie du territoire de la gmina et qui se situe environ 38 kilomètres à l'est de Varsovie (capitale de la Pologne).
La gmina couvre une superficie de 112,28 km2 pour une population de 12 876 habitants en 2006.

## Histoire
De 1975 à 1998, la gmina est attachée administrativement à la voïvodie de Siedlce.

Depuis 1999, elle fait partie de la voïvodie de Mazovie.

## Géographie
La gmina inclut les villages et localités de :

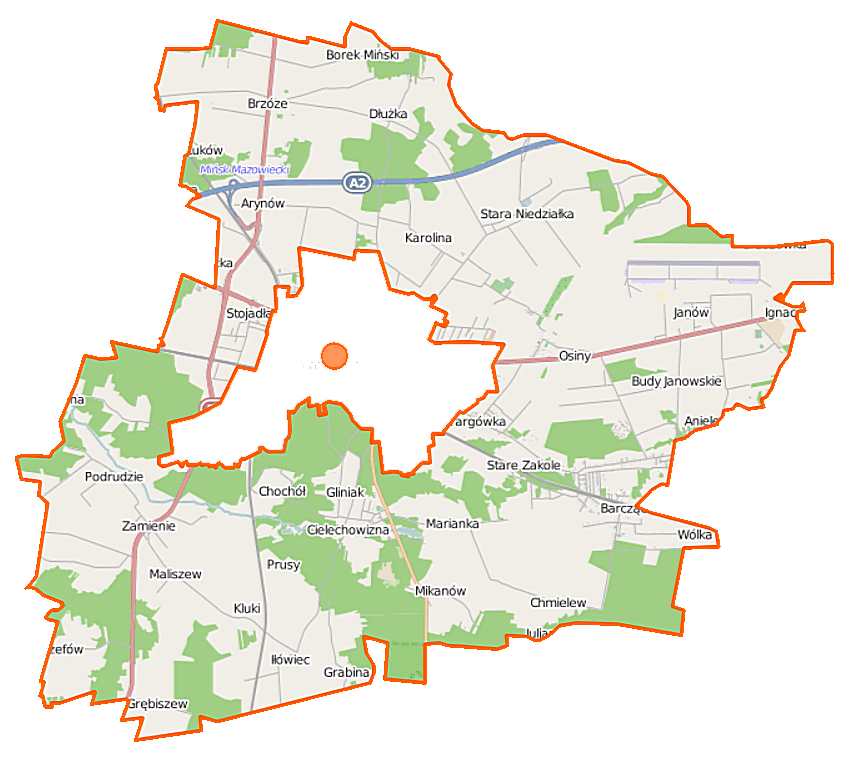
Plan de la gmina

- Anielew
- Arynów
- Barcząca
- Borek Miński
- Brzóze
- Budy Barcząckie
- Budy Janowskie
- Chmielew
- Chochół
- Cielechowizna
- Dłużka
- Dziękowizna
- Gamratka
- Gliniak
- Grabina
- Grębiszew
- Huta Mińska
- Ignaców
- Iłówiec
- Janów
- Józefów
- Karolina
- Karolina-Kolonia
- Kluki
- Kolonia Janów
- Królewiec
- Maliszew
- Marianka
- Mikanów
- Niedziałka Druga
- Nowe Osiny
- Osiny
- Podrudzie
- Prusy
- Stara Niedziałka
- Stare Zakole
- Stojadła
- Targówka
- Tartak
- Wólka Iłówiecka
- Wólka Mińska
- Zakole-Wiktorowo
- Zamienie
- Żuków

### Gminy voisines
La gmina de Mińsk Mazowiecki est voisine :
- de la ville de Mińsk Mazowiecki
- des gminy suivantes :
  - Cegłów
  - Dębe Wielkie
  - Jakubów
  - Kołbiel
  - Siennica
  - Stanisławów
  - Wiązowna

## Structure du terrain
D'après les données de 2002, la superficie de la commune de Mińsk Mazowiecki est de 112,28 km2, répartis comme tel :
- terres agricoles : 66 %
- forêts : 22 %

La commune représente 9,64 % de la superficie du powiat.

## Démographie
Données du 30 juin 2004 :
| Description        | Total  | Total | Femmes | Femmes | Hommes | Hommes |
| ------------------ | ------ | ----- | ------ | ------ | ------ | ------ |
| Unité              | Nombre | %     | Nombre | %      | Nombre | %      |
| Population         | 12 780 | 100   | 6 369  | 49,8   | 6 411  | 50,2   |
| Densité (hab./km²) | 113,8  | 113,8 | 56,7   | 56,7   | 57,1   | 57,1   |